# 肖特芒廷鎮區 (阿肯色州洛根縣)
肖特芒廷鎮區（英語：Short Mountain Township）是位於美國阿肯色州洛根縣的一個行政鎮區。

## 地方資料
肖特芒廷鎮區的面積為165.61平方千米，當中陸地面積為158.55平方千米，而水域面積為7.06平方千米。根據2010年美國人口普查的數據，當地共有人口5011人，而人口密度為每平方千米30.26人。